# Endocoxelus variegatus
Endocoxelus variegatus is een keversoort uit de familie somberkevers (Zopheridae). De wetenschappelijke naam van de soort werd in 1876, tegelijk met die van het geslacht, gepubliceerd door Charles Owen Waterhouse.